# كهف هوابط إبرستادت
كهف هوابط إبرستادت (بالألمانية: Eberstadter Tropfsteinhöhle) هو كهف استعراضي ألماني يقع في بولاند عند الانتقال من غابة جنوب شرق أودنفالد في شمال بادن فورتمبيرغ.

## وصلات خارجية
- Official website of Eberstadter Tropfsteinhöhle نسخة محفوظة 29 يونيو 2013 على موقع واي باك مشين.
- Eberstadter Tropfsteinhöhle im Geopark Odenwald www.geo-naturpark.net
- Themenpark Umwelt: Eberstadter Tropfsteinhöhle
- Schauhöhlen in Deutschland – Eberstadter Tropfsteinhöhle www.showcaves.com/
- geotope description by the Baden-Württemberg State Department for the Environment and Geology